# 11438 Zeldovich
11438 Zeldovich è un asteroide della fascia principale. Scoperto nel 1973, presenta un'orbita caratterizzata da un semiasse maggiore pari a 2,1925856 au e da un'eccentricità di 0,1932288, inclinata di 2,83714° rispetto all'eclittica.
L'asteroide è dedicato all'astrofisico sovietico Jakov Borisovič Zel'dovič.